# لوئیس ورسیپ
لوئیس ورسیپ (به انگلیسی: Louis Versyp) بازیکن فوتبال اهل بلژیک و عضو تیم ملی فوتبال بلژیک است که در تاریخ ۱۳ آوریل ۱۹۳۰ میلادی اولین بازی ملی‌اش را مقابل تیم ملی فوتبال فرانسه انجام داد. او در ۳۳ بازی ملی حضور داشت و جمعاً ۲۹۰۲ دقیقه برای تیم ملی فوتبال بلژیک به میدان رفت. لوئیس ورسیپ آخرین بازی ملی خود را در تاریخ ۰۸ مارس ۱۹۳۶ میلادی در برابر تیم ملی فوتبال فرانسه انجام داد. وی در بازی‌های ملی‌اش ۷ گل به ثمر رساند.